# Tamjan
Tamjan (grč. Υθυμήαμα, thymiama, arap. luban, lat. olibanum), aromatska smola drva iz roda Boswellia iz porodice Burseraceae. Ovo drvo raste od Azije do Afrike. Iz kore stabla, njezinim zarezivanjem dobiva se smola, koja se također naziva tamjan.
Eterična ulja tamjana koriste se u aromaterapiji i aroma masaži.

## Tamjan (smola)
Tamjan je aromatična smola koja paljenjem razvija jak ugodan miris, zbog čega se rabi za kađenje, najčešće prilikom vjerskih obreda. Prodoran mirisni dim razvije se kada se komadić smole stavi na žeravicu.
Dobivanje tamjanske smole zasijecanjem stabala u suptropskim područjima seže duboko u povijest. 
Jedan od najranijih spomena tamjana nalazi se u biblijskoj knjizi Postanka (37, 25), a odnosi se na pustinjske trgovce Jišmaelce kojima su Jakovljevi sinovi prodali svojeg brata Josipa. 
U Starom zavjetu također se često spominje tamjan iz Arabije.
Tamjan se u mediteranskom i orijentalnom svijetu koristio radi uklanjanja neugodnih mirisa u prostorijama, ali i u počast osobama ili božanstvima. To je bio razlog zbog kojeg su kršćani u početku zazirali od ovakve prakse, premda je ona kao oblik bogoštovlja opisana i propisana još u knjizi Izlaska (30, 34-37).
Po tradiciji, Sveta tri kralja darovali su Isusu zlato, tamjan i smirnu.
Običaj kađenja prodro je u život Crkve najprije na Istoku, u početku u počast caru, a kasnije i u liturgiji, u kojoj ona po nekim mišljenjima simbolizira molitve koje se uzdižu Nebu. Stoga je tamjan amblem svećeništva, pa u Poklonstvu (Matej 2, 11) jedan od maga njime dariva novorođenog Isusa. Na Zapadu se kađenje u liturgiji kao opća praksa uvodi tek u 7. st., a procvat doživljava tek od 14. st. dalje.

## Vanjske poveznice
- Zašto palimo mirisni tamjan pred Božjim oltarom?
- Tamjan i kad u liturgiji katoličke crkve  Arhivirana inačica izvorne stranice od 1. svibnja 2015. (Wayback Machine)